# 9956 Castellaz

9956 Castellaz

9956 Castellaz eller 1991 TX4 är en asteroid i huvudbältet som upptäcktes den 5 oktober 1991 av de båda tyska astronomen Freimut Börngen och Lutz D. Schmadel vid Tautenburg-observatoriet. Den är uppkallad efter Peter Castellaz.
Asteroiden har en diameter på ungefär 4 kilometer.